# 예화부인
예화부인 왕씨(禮和夫人 王氏, 생몰년 미상)는 고려의 초대 왕 태조 왕건의 제18비이다.

## 생애

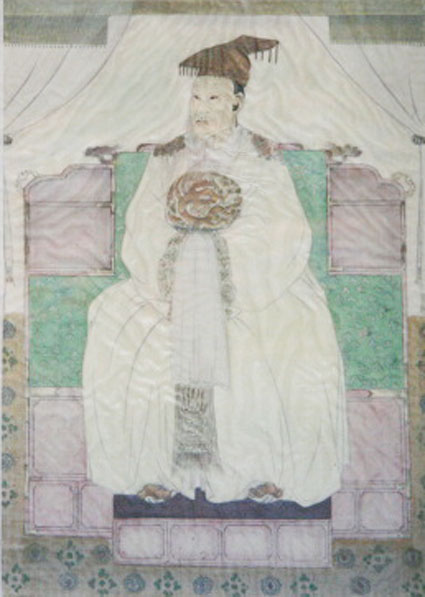
남편 태조 왕건

춘주(지금의 강원특별자치도 춘천시) 출신으로, 대광 왕유의 딸이다. 본관은 해주이다. 왕유는 원래 박씨였다가 태조로부터 왕씨 성을 하사받은 인물로, 해주 왕씨의 시조이기도 하다. 원래 태봉의 궁예 휘하에 있었으나, 궁예의 난정으로 깊은 산 속에 은거하였다가 고려 개국 후 태조에게 찾아왔으며, 이후 여러 요직을 거치면서 사성을 받은 것이다. 또 후당에 태조와 신혜왕후의 책봉을 요청하여 받아내기도 하였다. 예종 때 여진을 격파하는 전공을 세우고 참지정사가 된 왕자지는 그의 현손이다.
당시 춘주는 개경에서 강원도로 가는 길의 요충지 역할을 하던 곳이다. 일부에서는, 태조가 이러한 춘주 지역의 특성을 바탕으로 영서 지방을 중심으로 한 강원도 지역을 점령하기 위해서 이 지역 출신의 여인을 부인으로 맞이한 것으로 보기도 한다.
《고려사》에는 그녀의 생애에 대해서는 별다른 기록을 남기지 않고 있다. 생몰년이나 능지에 대한 기록 역시 남아있는 것이 없다. 호는 예화부인(禮和夫人)이다. 남편 태조와의 사이에서 자녀는 없었다.

## 가계
- 아버지 : 왕유(王儒)
- 어머니 : 미상
  - 남편 : 제1대 태조(太祖, 877~943 재위: 918~943)